# Rafael Artzy
Rafael Artzy   (Königsberg, 23 de juliol de 1912 - Haifa, 22 d'agost de 2006) va ser un matemàtic israelià, nascut a Alemanya sota el nom de Rafael Deutschländer.
Artzy es va canviar el cognom patern, Deutschländer, quan va marxar d'Alemanya el 1933. Nascut en una família jueva de Königsberg, va estudiar a la universitat d'aquesta ciutat fins al 1933, quan el seu mestre, Kurt Reidemeister, va ser acomiadat per denunciar el comportament irracional dels nazis. Abans, ja havia participat activament en el moviment sionista i, com que tenia un parent a Israel (encara no existia com estat), va aconseguir emigrar-hi i va acabar els seus estudis de doctorat a la universitat Hebrea de Jerusalem el 1945. A partir de 1951 va ser professor de l'Institut Tecnològic d'Israel - Technion a Haifa, fins al 1960 quan va acceptar una plaça de professor ajudant a la universitat de Carolina del Nord a Chapel Hill. Els anys següents va ser professor a diverses universitats americanes, fins que el 1973 va retornar a Haifa per a fer-se càrrec del recent creat departament de matemàtiques de la universitat de Haifa, on va romandre la resta de la seva vida. En morir el 2006, va ser enterrat al cementiri del quibuts d'Amiad.
Els seus treballs de recerca van ser en el camp de la geometria. El 1971 va ser un dels fundadors de la revista Journal of Geometry i, a partir de 1979, va ser l'organitzador de la Conferència Internacional de Geometria que es feia cada quatre anys a Haifa.